# Albert Jull

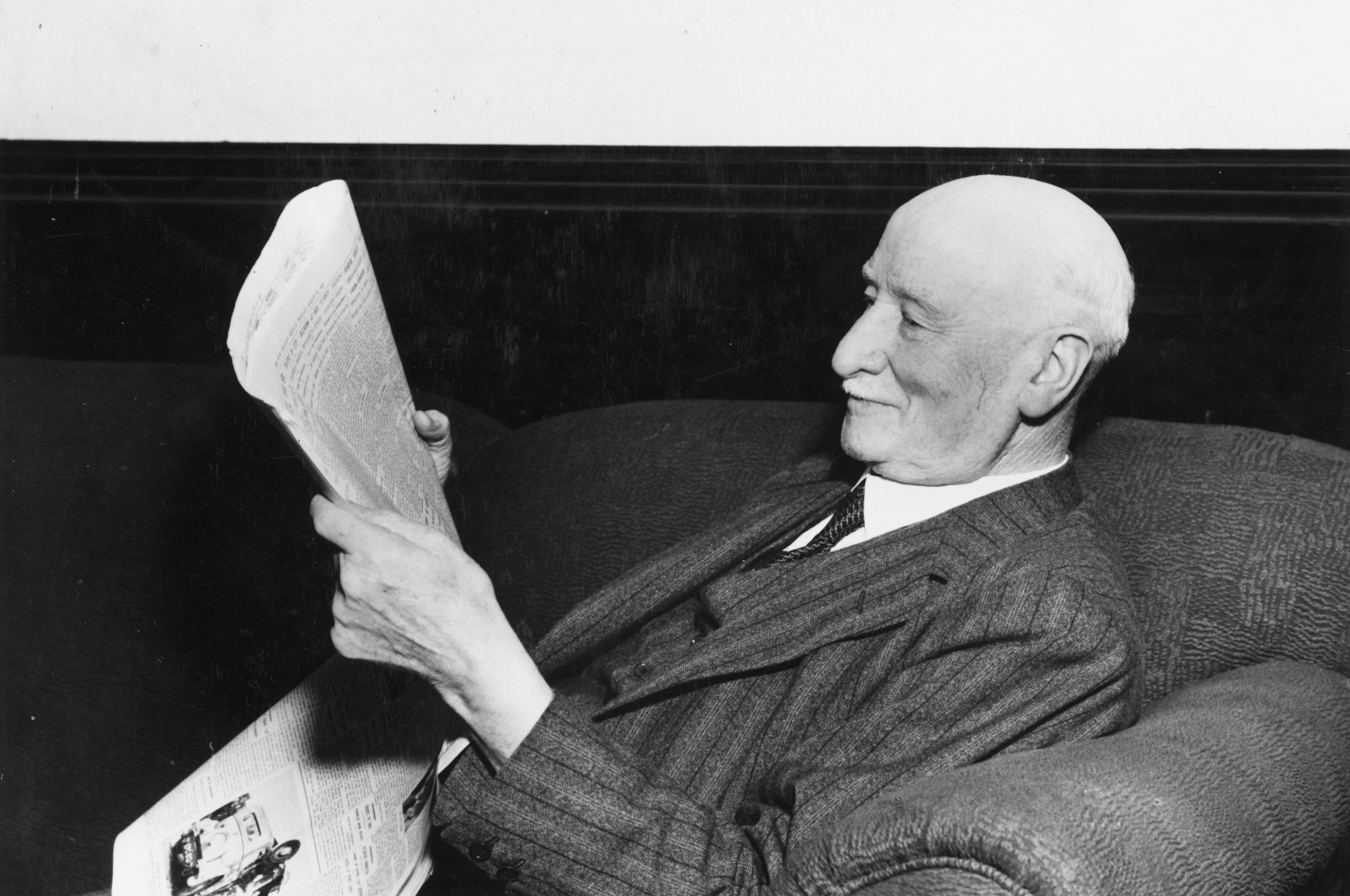
Albert Jull, um 1939

Albert Jull (* 6. Dezember 1864 in Fort Erie, Ontario, Kanada; † 24. September 1940 in Waipawa, Neuseeland) war ein neuseeländischer Politiker der Liberal Party, der United Party und ab 1938 der National Party.

## Jugend
Jull wurde 1864 in Fort Erie im Süden von Ontario (Kanada) geboren. Er besuchte mehrere öffentliche Schulen in Brantford.

## Leben in Neuseeland
1877 wanderte er mit seinen Eltern nach Neuseeland aus. 1881 verzog er nach Waipawa. Er arbeitete mehrere Jahre lang als Lagerverwalter und wurde danach in der Brauindustrie tätig. Er war Vorsitzender des Waipawa County Council und wurde 1901 zum Vorsitzenden der New Zealand Counties Association gewählt. Einige Jahre lang war er Vorsitzender des Waipawa Town Board und des District Hospital Board und wurde 1894 zum Vorsitzenden der New Zealand Fire Brigades' Association.
Jull war begeisterter Oddfellow. Er wurde Past Provincial Grand Master des Distrikts Hawke’s Bay und vertrat 1906 den Distrikt bei der Sitzung in Nelson. 20 Jahre lang war er Vorsitzender vom Napier Harbour Board bis er 1932 aus diesem Amt zurücktrat.

## Politische Tätigkeit
Bei der Parlamentswahl 1911 kandidierte er als Liberaler im Wahlkreis Waipawa (Region Hawke’s Bay) und wurde Zweite nach George Hunter. Bei den Wahlen Parlamentswahl 1914 und Parlamentswahl 1919 wurde er auch Zweite. Bei der Parlamentswahl 1922 kandidierte als Parteiloser im Wahlkreis Napier und wurde Dritte.
Jull vertrat den Wahlkreis Waipawa ab der Nachwahl 1930 nach dem Tod von George Hunter.
Bei der Parlamentswahl 1935 wurde er von Hubert Christie (Labour) besiegt. 1938 gewann er Christies Sitz zurück, den er bis zu seinem Tod behielt.
Jull starb unerwartet am 24. September 1940 in Waipawa.